# قابلية التأثر بتغير المناخ
تعرضية تغير المناخ (أو التعرضية المناخية أو تعرضية الخطر المناخي) هي تقييم لمدى قابلية مكان ما للتعرض للتغير المناخي يستخدم عند الحديث عن استجابة المجتمع للتغير المناخي، أو لعمليات كالتكيف مع تغير المناخ، أو تقييمات المخاطر المناخية، أو تحديد مخاوف العدالة المناخية. يمكن للتعرضية المناخية أن تشمل أشكالًا عديدة من المعاني المختلفة، والأوضاع المختلفة، والسياقات المختلفة في أبحاث تغير المناخ، ولكنها كانت مفهومًا محوريًّا في البحث الأكاديمي منذ عام 2005. عرف المفهوم في تقرير التقييم الثالث للجنة الدولية للتغيرات المناخية بوصفه «درجة قابلية منظومة ما للتعرض للآثار الجانبية للتغير المناخي وعدم القدرة على التأقلم معها، بما فيها التباين المناخي والظروف المناخية القاسية».
يمكن تقسيم التعرضية بشكل رئيسي لصنفين أساسيين كبيرين: التعرضية الاقتصادية، بناءً على عوامل اجتماعية اقتصادية، والتعرضية الجغرافية. وليس أي منهما بديلًا ممتنعًا لوجود الآخر (أي لا تنافي بين حدوث أحدهما وحدوث الآخر). وفق المقاربة على مستوى المنظومة لمفهوم التعرضية في اللجنة الدولية للتغيرات المناخية (آي بّي سي سي)، فإن معظم الباحثين يستخدمون مصطلح التعرضية المناخية لوصف المجتمعات أو الأنظمة الاقتصادية أو المساحات الجغرافية. ولكن انتشار آثار تغير المناخ أدت إلى استخدام مصطلح «التعرضية المناخية» لوصف مسائل أقل دخولًا في مفهوم الأنظمة، كالتعرضية الصحية للأفراد، وحالات أو تطبيقات أخرى معرضة لا ترتبط بالأنظمة المتأثرة، كوصف تعرضية نوع من الحيوانات بعينه. هناك العديد من المنظمات والأدوات المستخدمة من قبل المجتمع الدولي والعلماء لتقييم التعرضية المناخية.

## أنواعها
الآثار السلبية للتغير المناخي هي تلك الأقل قدرة على تطوير مرونة مناخية شاملة وصلبة للبنية التحتية وأنظمة الاستجابة. ولكن تحديد ما يمكن اعتباره مجتمعًا معرضًا من غيره ما يزال أمرًا مفتوحًا للنقاش. عرفت اللجنة الدولية للتغيرات المناخية التعرضية باستخدام ثلاث مميزات: وهي «القدرة التكيفية، والحساسية، والتعرض» لآثار تغير المناخ. تشير القدرة التكيفية إلى قدرة المجتمع على إنشاء بنية تحتية مرنة، في حين يرتبط كل من عنصري الحساسية والتعرض بالعناصر الاقتصادية والجغرافية التي تتنوع بشكل واسع بين المجتمعات المختلفة. ولكن هناك العديد من القواسم المشتركة بين المجتمعات المعرضة.
يمكن تقسيم التعرضية بشكل رئيسي لصنفين كبيرين أساسيين: التعرضية الاقتصادية المبنية على عوامل اجتماعية اقتصادية، والتعرضية الجغرافية. وليس أي منهما بديلًا ممتنعًا لوجود الآخر.

### التعرضية الاقتصادية

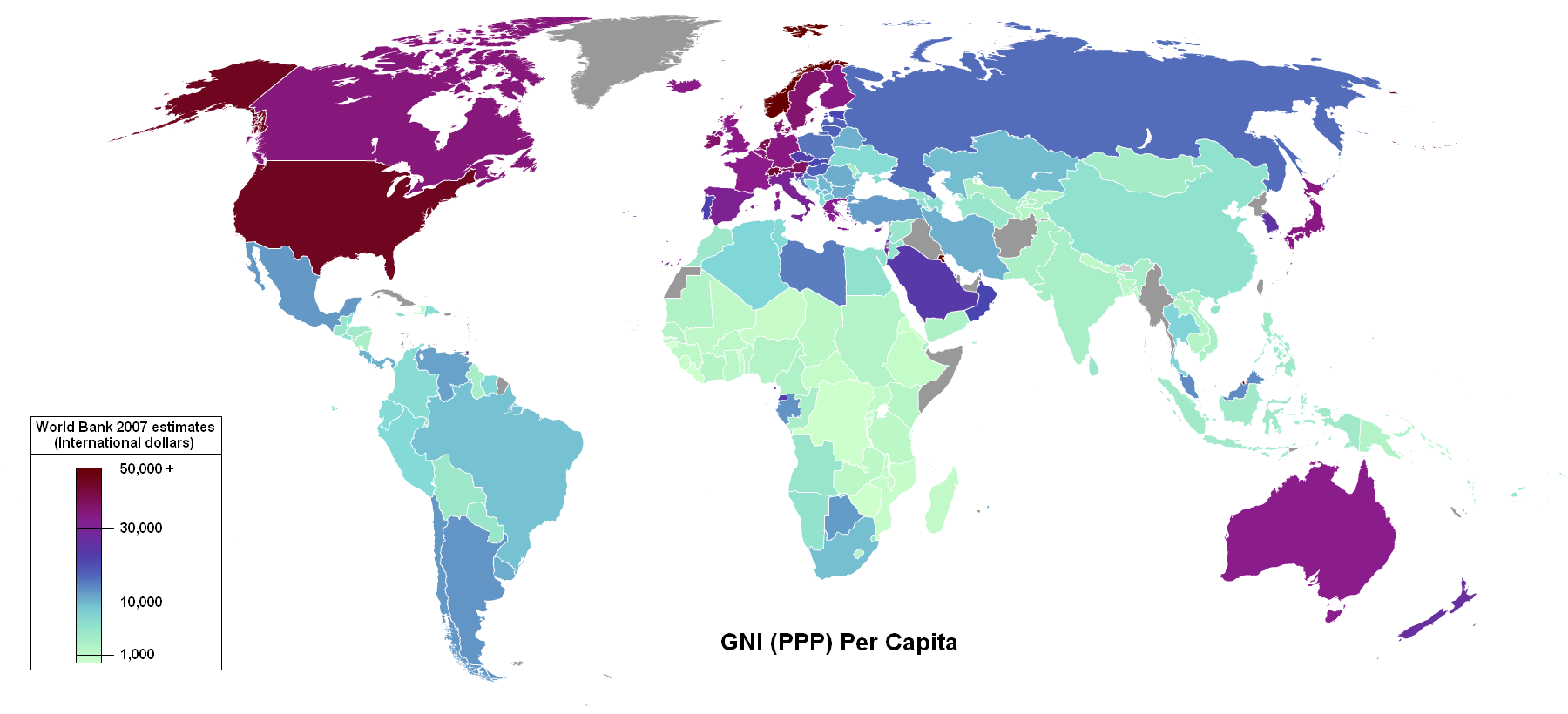
الدخل القومي الإجمالي للفرد في بلدان العالم

على المستوى البسيط، فإن المجتمع المعرض اقتصاديًّا هو المجتمع عير المجهز لآثار تغير المناخ لأنه يفتقد للموارد المالية التي يحتاجها. يتطلب إعداد مجتمع مرن مناخيًّا استثمارات ضخمة في البنية التحتية، وتخطيط المدن، وهندسة موارد الطاقة المستدامة، وجاهزية الأنظمة. من وجهة نظر عالمية، فالأشخاص الذين يعيشون عند خط الفقر أو تحته يتأثرون أكثر من غيرهم بتغير المناخ، فهم بالتالي أكثر عرضةً للخطر، لأن لديهم أقل مقدار من الموارد المالية للاستثمار في البنى التحتية للمرونة المناخية. ولديهم أيضًا أقل مقدار من الموارد المالية لجهود التنظيف عقب الكوارث الطبيعية المرتبطة بتغير المناخ والتي يزداد حدوثها.

### التعرضية الجغرافية
يرتبط تعريف آخر للتعرضية بالتعرضية الجغرافية. أكثر الأماكن الجغرافية عرضةً للتغير المناخي هي تلك التي تؤثر عليها الآثار الجانبية للأخطار الطبيعية، كارتفاع مستوى سطح البحر، والتغيرات الدراماتيكية في خدمات المنظومة البيئية، كإتاحة الغذاء. تعد الدول المقامة على الجزر عادةً أكثر عرضةً، ولكن المجتمعات التي تعتمد بشدة على نمط الإعالة هي الأخرى تواجه خطرًا أكبر.
عادةً ما تتصف المجتمعات المعرضة بواحدة من هذه الصفات أو أكثر:
- انعدام الأمن الغذائي
- ندرة المياه
- منظومة بيئية بحرية حرجة
- الاعتماد على الأسماك
- مجتمع جزيرة صغيرة

يؤثر تغير المناخ حول العالم على المجتمعات الريفية التي تعتمد بشدة على زراعتها ومواردها الطبيعية لمعيشتها. يؤثر التكرار المتزايد والشدة المتزايدة للأحداث المناخية على النساء والأرياف والأراضي الجافة ومجتمعات الجزر أكثر من غيرهم. يؤدي هذا إلى تغيرات أكثر حدة في أنماط حياتهم ويجبرهم على التكيف مع التغير. تزداد أهمية وضع الوكالات الحكومية استراتيجيات للاستجابة للتغير المناخي وتكييف البنى التحتية استجابةً لاحتياجات المتأثرين. تعمل العديد من المنظمات على وضع خطط تكيف وتخفيف آثار ومرونة لتساعد المجتمعات الريفية والمعرضة للخطر حول العالم والتي تعتمد على موارد الأرض للبقاء على قيد الحياة.

## الأدوات
يمكن تخليل التعرضية المناخية أو تقييمها باستخدام عدد من العمليات أو الأدوات. نذكر أدناه بضعًا منها. هناك العديد من المنظمات والأدوات المستخدمة من قبل المجتمع الدولي والعلماء لتقييم التعرضية المناخية.

### التقييمات
تجرى تقييمات التعرضية للمجتمعات المحلية لتقييم مكان وكيفية تعرض المجتمعات أو الأنظمة للتغير المناخي. تتنوع هذه التقارير بشكل كبير من حيث النطاق والمجال – فعلى سبيل المثال: أصدر البنك الدولي ووزارة الاقتصاد في فيجي تقريرًا للبلد بأكمله في 2017-18 في حين أصدرت مدينة روتشيستر، نيويورك تقريرًا أكثر محلية بكثير للمدينة في عام 2018. أو على سبي المثال فقد أصدرت الخدمة الوطنية لمصايد الأسماك البحرية تقييمات تعرضية مناخية لصائدي السمك البحري في الولايات المتحدة.

#### تقييمات التعرضية في جنوب العالم
عادةً ما تنشأ تقييمات التعرضية في الجنوب العالمي خلال عملية تحضير خطط التكيف المحلية للتغير المناخي أو خطط عمل الاستدامة. يُتحقق من التعرضية على مستوى مقاطعة مدنية أو حي. تحدد التعرضية أيضًا الخطر وبالتالي يجري التحقق منها كلما طُلب تقييم مخاطر. في هذه الحالات، يعبر عن التعرضية بمقياس مكون من مؤشرات. المعلومات التي تسمح بقياس المؤشرات الفردية موجودة مسبقًا في الإحصاءات والخطط الموضوعية، أو مجموعة معًا في مقابلات. الحالة الأخيرة تستخدم على نطاق مناطق محدودة جدًّا (مدينة، بلدية، مجتمعات مقاطعة ما). فهو بالتالي تقييم عرضي يهدف لمناسبة معينة: كمشروع ما أو خطة ما.
على سبيل المثال: نشرت المؤسسة الألمانية للتعاون الدولي (جي آي زد) ووزارة البيئة والغابات وتغير المناخ في الهند إطار عمل لإجراء تقييمات التعرضية للمجتمعات في الهند.

### المقاييس

#### مقياس رصد التعرضية المناخية
مقياس رصد التعرضية المناخية (سي فّي إم) هو تقييم عالمي مستقل لآثار تغير المناخ على سكان العالم أسسته اللجان المعنية لدى السلطات الدولية. أطلق مقياس الرصد في ديسمبر 2010 في لندن وكانكون تزامنًا مع قمة كانكون للتغير المناخي التي عقدتها الأمم المتحدة.
التقرير الذي طوره كل من دارا ومنتدى الدول المعرضة مناخيًا يهدف ليكون أداةً جديدةً لتقييم التعرضية العالمية لآثار مختلفة للتغير المناخي في دول مختلفة.
يرشح التقرير آخر ما توصلت له العلوم والأبحاث بحثًا عن تفسير أفضل لمكان وكيفية تأثر الشعوب بتغير المناخ اليوم (2010) وفي المستقبل القريب (2020)، مع تسليط الضوء على تصرفات بارزة من شأنها تخفيض هذه الآثار.
أطلقت دارا ومنتدى الدول المعرضة مناخيًا النسخة الثانية من مقياس رصد التعرضية المناخية في 26 سبتمبر 2012 في جمعية آسيا، نيويورك.

#### مقياس التعرضية المناخية
تعمل جامعة جيمس كوك على إنتاج مقياس تعرضية لمواقع التراث العالمي حول العالم، بما فيها المواقع الثقافية والطبيعية والمختلطة.

### المسح
وجدت مراجعة منهجية منشورة في عام 2019 84 دراسة تركز على استخدام المسح لإيصال فكرة التعرضية المناخية وتقديم تحليلات لها.

### تتبع التعرضية
يبدأ تتبع التعرضية المناخية بتعريف المعلومات ذات الصلة -والتي يفضل أن تكون مفتوحة للمشاركة- التي تنتجها الدول أو الهياكل الدولية المعنية بالدراسة. ثم يطلب بذل مجهود إضافي لإتاحة معلومات التعرضية بشكل مجاني لجميع الفاعلين في التطوير والتنمية. لتتبع التعرضية العديد من التطبيقات. وهو يشكل مؤشرًا لرصد وتقييم البرامج والمشاريع المعنية بالمرونة والتكيف مع تغير المناخ. تتبع التعرضية أيضًا أداة صنع قرار في سياسات التكيف المناطقية والوطنية.